# Darkness (banda)
Darkness  es una agrupación colombiana de thrash metal, formada a finales de la década de 1980, terminada en 2017, y reactivada durante 2019. considerada una de las bandas más emblemáticas e importantes de la escena Rock en Colombia. Su música y sus letras abordan temas como la pobreza intelectual, desigualdad social, la libertad o el inconformismo de una generación. La banda ha sido reconocida por su destreza presentándose en vivo y por su total independencia de los sellos tradicionales para respaldar la publicación de sus álbumes, siendo un pionero del metal independiente en Colombia. En sus tres décadas, Darkness ha acompañado a personalidades de talla internacional como Metallica, Destruction, Exodus, Kreator, Hirax Overkill, y Gojira.
En sus más de 30 años de existencia lograron publicar dos álbumes de estudio, un recopilatorio así como varios demos y sencillos, su canción insignia «Metalero» ocupó el puesto 28 de las 50 Grandes Canciones Colombianas por Rolling Stone Colombia, mientras que en el escalafón realizado por la revista Subterranica  es 33 entre "las 100 mejores canciones en la historia del Rock Colombiano" la misma publicación posicionó su sencillo «Desvanezco» el puesto 87. en un listado similar para el portal especializado Autopistarock.com "Metalero" ocupa el 5º Lugar. Su EP debut "Espias Malignos" de 1989 es considerado por Rateyourmusic 17º en la lista de "50 discos del rock-pop colombiano".

## Historia
Para la segunda mitad de los 80, en Bogotá crecía una escena roquera sólida y ávida de sonidos extremos, en este escenario tomaron forma los primeros fanáticos del género y surgieron las primeras bandas de metal y punk en la ciudad. En 1987 la banda española Barón Rojo visita a Colombia, y por estos años ya habían surgido bandas importantes como Kraken en Medellín y Krönös, originaria de Bogotá pero más adelante radicada en Cali.
En esa incipiente escena y por los mismos años surge Darkness como una de las primeras bandas de metal bogotanas, su sonido estaba fuertemente influenciado por el speed y el thrash, con letras crudas y mordaces y con un sonido influenciado en un inicio por bandas como Judas Priest, AC/DC, Iron Maiden, Metallica y Rush. La primera alineación era conformada por Óscar Orjuela en la batería, Felipe Lewy en la guitarra, Jorge Mackenzie con el bajo, Harold Fajardo en voz y Jake Cruz guitarra líder, con esta formación en 1988 se presentaron en Envigado dentro del Gran Concierto de Metal, siendo su primer concierto fuera de Bogotá. A esta presentación le seguirían el Festival de Tunja y Duitama Rock. Mackenzie se retiraría de la banda y fundaría Neurosis, agrupación enmarcada en un sonido más cercano al doom y death metal.
Tras realizar algunos cambios en la formación y en los roles de sus integrantes en 1989 de la mano de Gustavo Arenas y Andrés Durán, publicaron su primer material,  un EP titulado Espías malignos, que contenía dos de los himnos más importantes de la banda: "Neurótica" y "Metalero", bajo el sello Rock-Ola Discos. La alineación para este trabajo estuvo conformada por Óscar, Jake, Rodrigo y Olmos; años después Jake se dedicaría de tiempo completo a sus estudios de teología, por lo cual la banda se convierte en trío, aunque en el primer lustro del 90 colaboró por algún tiempo Javier Cano, "El Zipa".
Pese a la buena recepción de su propuesta y aceptación por la escena rockera del país, para la banda fue difícil conseguir un sello disquero que respaldara su producción musical. Por ello en 1995 auto-produjeron su primer larga duración: Soberanía: soberana ironía, ahora con Rodrigo como vocalista. Durante los años siguientes el grupo fue un importante animador del Festival Rock al Parque así como varios eventos similares en Colombia; el 2 de mayo de 1999 junto con La Pestilencia serían los encargados de telonear el primer concierto de Metallica en Colombia como parte del "Garaje Remains the Same" que pasó por México y Europa, al año siguiente Carlos Olmos, bajista original de la banda, emigra a Estados Unidos, quedando como miembros originales Óscar y Rodrigo y completando la alineación Nicolás en el bajo, en reemplazo de Olmos.
Para su aniversario 11 (2001) se publicaría un nuevo material recopilatorio con sus canciones clásicas y temas inéditos presentado por el sello Sum Records. Al año siguiente Óscar se retira de la banda para viajar a Miami con su familia; Rodrigo sería desde entonces el único líder de la banda. En 2009 alternarían escenarios con Hirax, Kreator y Exodus.
Tras algunos cambios en la alineación de la banda en 2011, y a casi 10 años de la publicación de su último material, Darkness reaparece con un nuevo trabajo discográfico, Guerrofobia, producido por Rodrigo Vargas (guitarra y voz), acompañado por Jairo Andrés Buitrago en el bajo y Néstor Osuna en la batería. Este trabajo incluye temas con matices del speed y el thrash ya tradicionales de la banda, así como algunos temas más armónicos; las letras que componen esta entrega fueron escritas en su mayoría por los miembros originales de la banda, las cuales no se habían incluido en trabajos previos. Este álbum lograría la difusión el sencillo del mismo nombre, el galardón como “Mejor arte de un disco” y la nominación a “Mejor banda en vivo”, además de recibir el “Premio a toda una vida”, en la VI entrega de los Premios Subterranica 2012.
En diciembre de 2016 la banda celebró su concierto de 30 aniversario con el regreso del baterista original Óscar Orjuela y el lanzamiento del EP que contiene una nueva versión del clásico "Neurótica" así como el estreno del nuevo sencillo "Este no es el paraíso". Para este trabajo se contó con la producción de Jorge “Pyngwi” Holguín en Art&Co Estudio en Bogotá. El regreso de Óscar y la publicación de nuevo material de la banda fue mencionado por varios medios especializados y celebrado por sus fanáticos.
Durante el 2017 señalan que se separan por motivos meramente creativos con el manejo de la banda, luego de que Óscar Orjuela regresara a la banda, optando por realizar su última presentación en el festival Rock Al Parque 2017. Ese mismo año reciben el premio a "Mejor Artista Metal" en los XI Premios Subterranica.

## Contexto
Darkness surgió en la escena de Bogotá cuando Colombia vivía el periodo conocido como la “Década Perdida”, por el declive económico que azotaba a la población, con tasas históricas de desempleo. En el mundo, la sociedad vivía la tensión de la Guerra Fría entre Estados Unidos y la Unión Soviética para culminar con la caída del Muro de Berlín. En la década de los 90 Colombia mantendría un crudo conflicto primero con los carteles del marcotráfico y después con los grupos al margen de la ley; durante estas dos décadas la juventud encontró en los duros sonidos del punk y el metal un desahogo de la convulsiva y cruda realidad del país.

## Alineación
- Oscar Orjuela - batería
- Rodrigo Vargas - guitarra y voz
- Andrés Buitrago - bajo
- Camilo Castro - guitarra líder

## Discografía

### Álbumes de estudio
- Soberanía: Soberana ironía. OM, 1995
- Guerrofobia. Independiente, 2011
- Inhumanidad. psychophony records, 2023

### Sencillos, EP & Demo
- Espías Malignos (EP). Rock-Ola, 1989
- Victimas (Demo). 1992
- Caceros (Demo). 1993
- Ojos del cielo (Demo). 1996
- La Triada (EP No Lanzado). 1998
- Esto no es el Paraíso (Sencillo). Psychophony Records, 2016

### Recopilatorios
- Yerba Mala, Nunca Muere (Recopilación). Sum Records/OM, 2001
- Gracias...Totales!!! Tributo Bizarro a Soda Stereo (Tributo). Dulce Limon, 1999 (Como La Triada)
- A Tribute to 90´s Colombian Metal (Compilatorio). Imperioculto Producciones, 2015 (Con el tema Desvanezco)

### Videoclips
- [Desvanezco 2001]
- [Guerrofobia 2011]
- [Esto no es el Paraíso 2016]
- [No Podrás 2023]